# HD223981
HD223981 — хімічно пекулярна зоря спектрального класу B9, що має видиму зоряну величину в смузі V приблизно  8,3.
Вона  розташована на відстані близько 1042,0 світлових років від Сонця.

## Пекулярний хімічний склад
Зоряна атмосфера HD223981 має підвищений вміст 
Si
.